# Heksensabbat

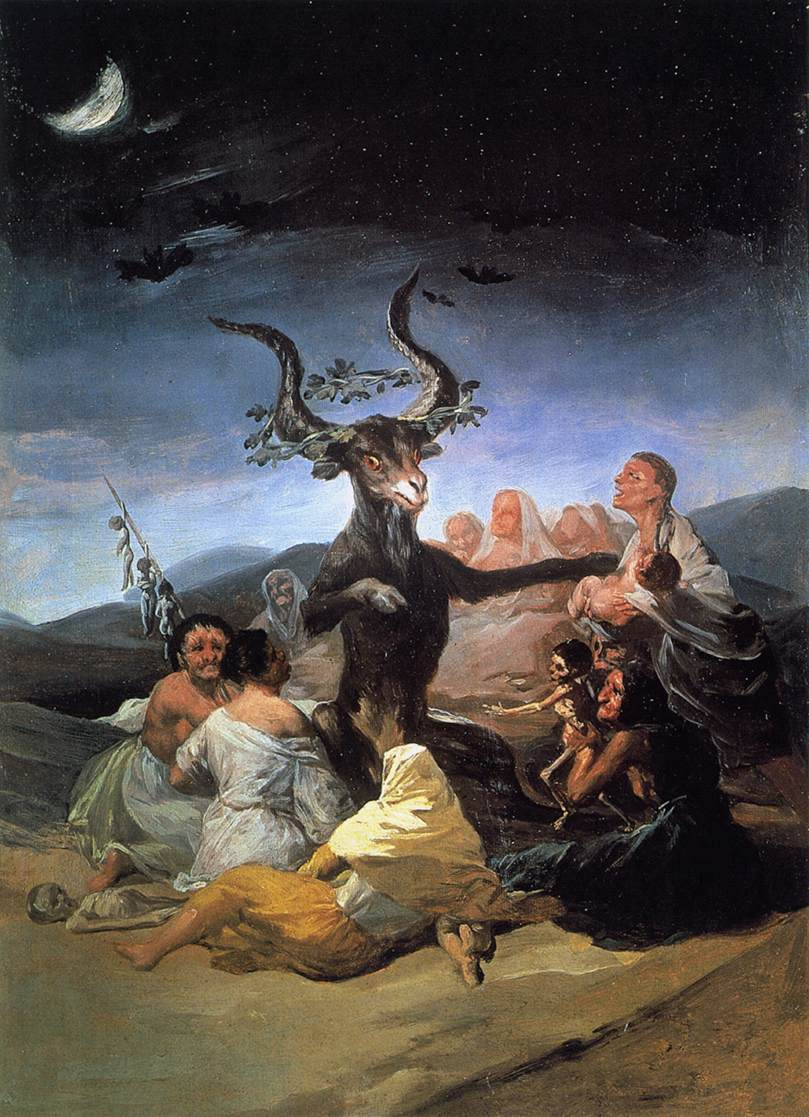
Heksensabbat door Francisco Goya, 1797-1798

De heksensabbat is in het normale spraakgebruik "een heksenfeest, een nachtelijke bijeenkomst van heksen waarbij zij feest vieren of zich vervolmaken in de zwarte kunst". Heksensabbat wordt ook gebruikt voor een van de acht jaarfeesten die het jaar verdelen, en samenvallen met algemeen bekende dagen als bijvoorbeeld de zonnewendes en de nachteveningen. Van oorsprong zijn dit belangrijke dagen in het jaar, daar ze voor de landbouw aangeven wanneer het tijd is om te zaaien, te oogsten, en de grond te bewerken.
Bekende plaatsen voor heksensabbatten zijn Kyöpelinvuori, Blockula, de Blocksberg (Brocken) en het Zwarte Woud. Een Baskische heksensabbat wordt Akelarre genoemd. Op de Canarische Eilanden werden deze bijeenkomsten op Macizo de Anaga (El Bailadero) gehouden.

## De feesten

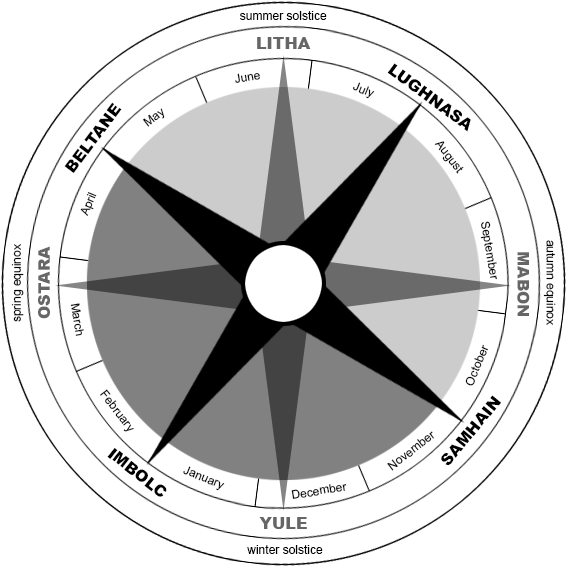
Het Wiel van het Jaar

Twee van de bekendste heksensabbatten die van oorsprong Iers/Keltisch waren, zijn:
- het begin van de winter op 1 november: Samhain, dat door de kerk niet uitgebannen kon worden en door paus Gregorius IV omgezet is naar Allerheiligen, wat in het Engels werd verbasterd tot Halloween.
- het begin van de zomer op 1 mei: Walpurgisnacht of Beltane.

Op deze twee avonden was volgens het volksgeloof de lucht het ijlst, en daardoor contact met de geestenwereld mogelijk. Op Halloween gaan dan ook de kinderen verkleed als geesten om snoep bedelen. Allerheiligen en Allerzielen hebben dan ook te maken met de heerlijkheid van de overledenen. Binnen de huidige wiccareligie worden op deze jaarfeesten nog altijd bijeenkomsten gehouden.
De overige feesten zijn:
- Yule: 20 december - 23 december
- Imbolc: 2 februari
- Ostara: 15 maart - 22 maart
- Midzomer: 19 juni - 23 juni
- Lughnasadh: 1 augustus
- Mabon: 21 september - 24 september

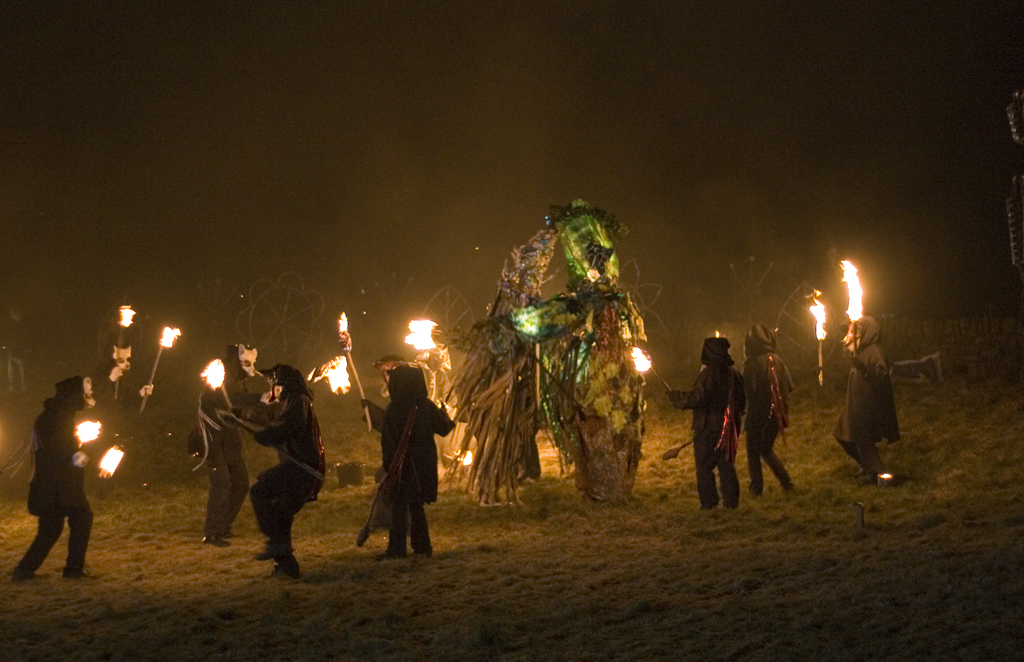
Imbolc
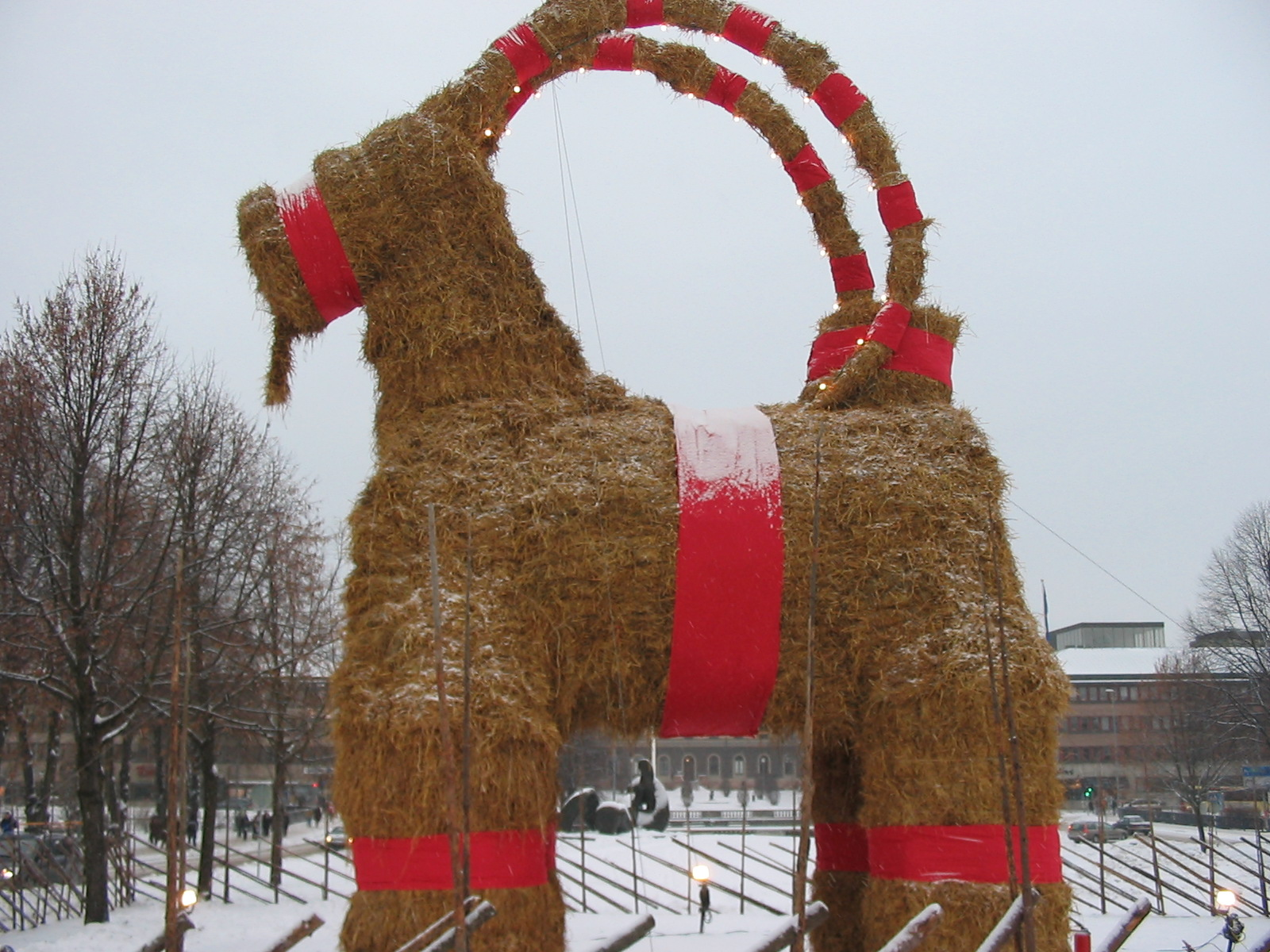
Yule
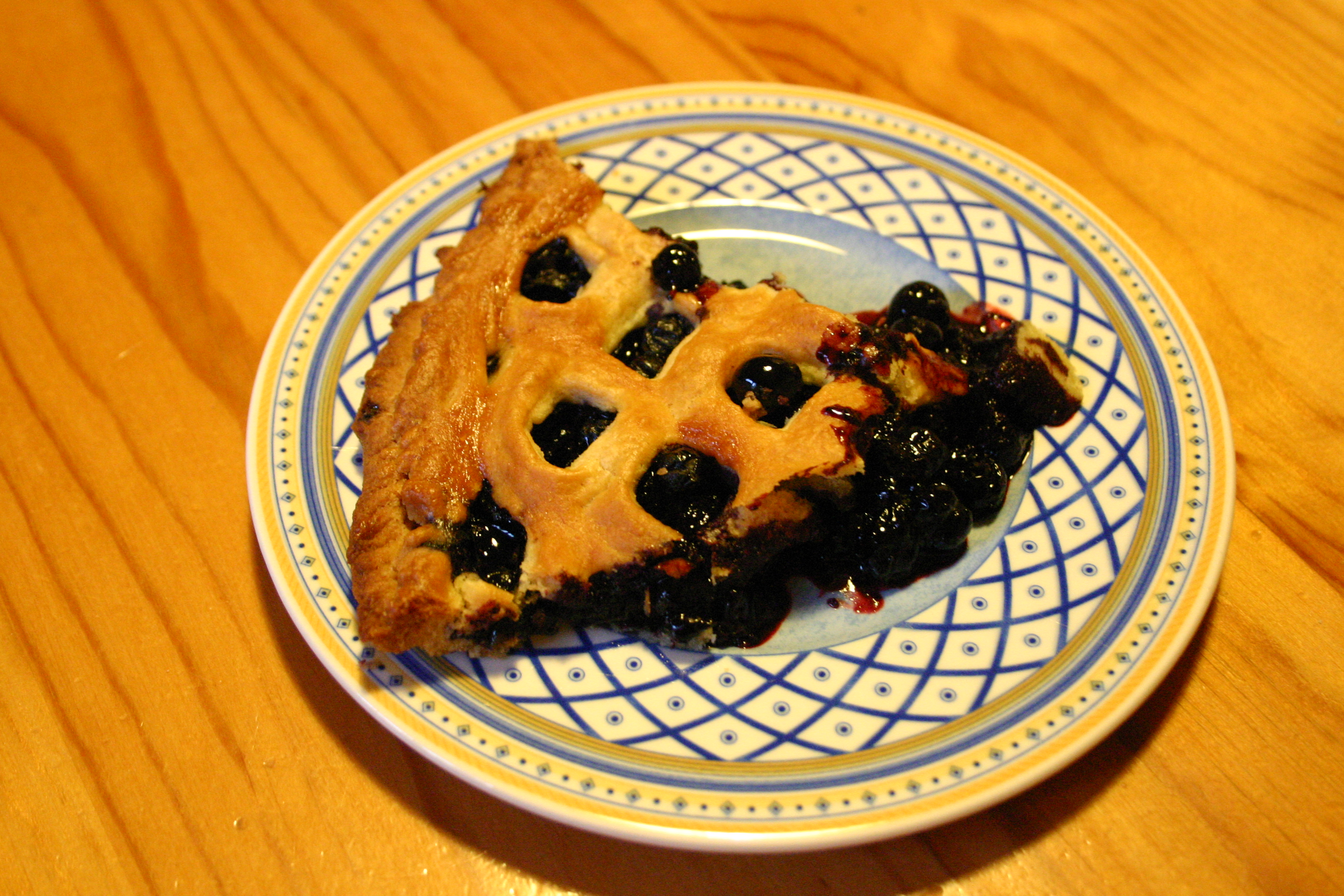
Lughnasadh
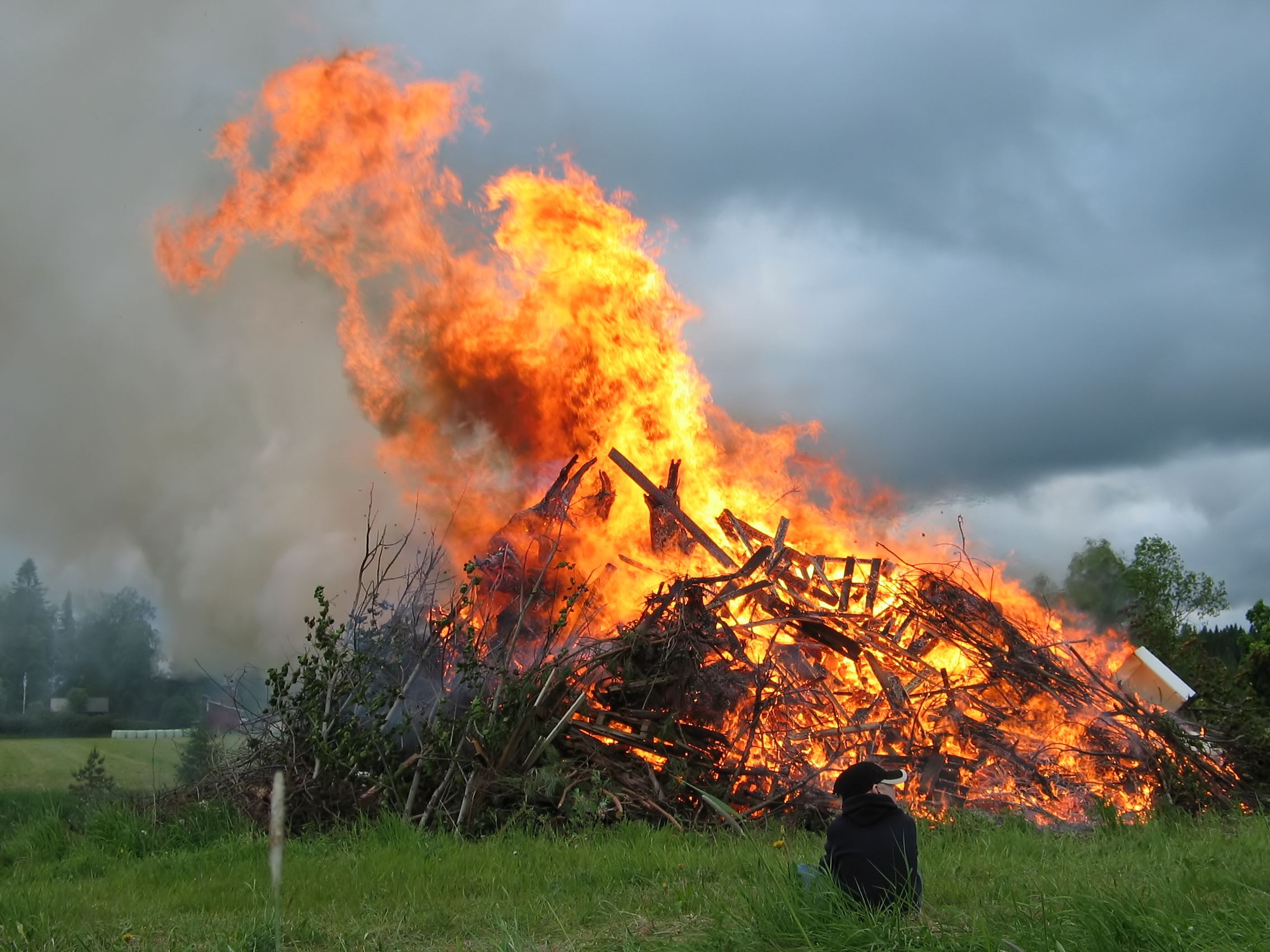
Midzomer
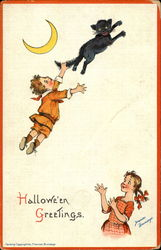
Halloween
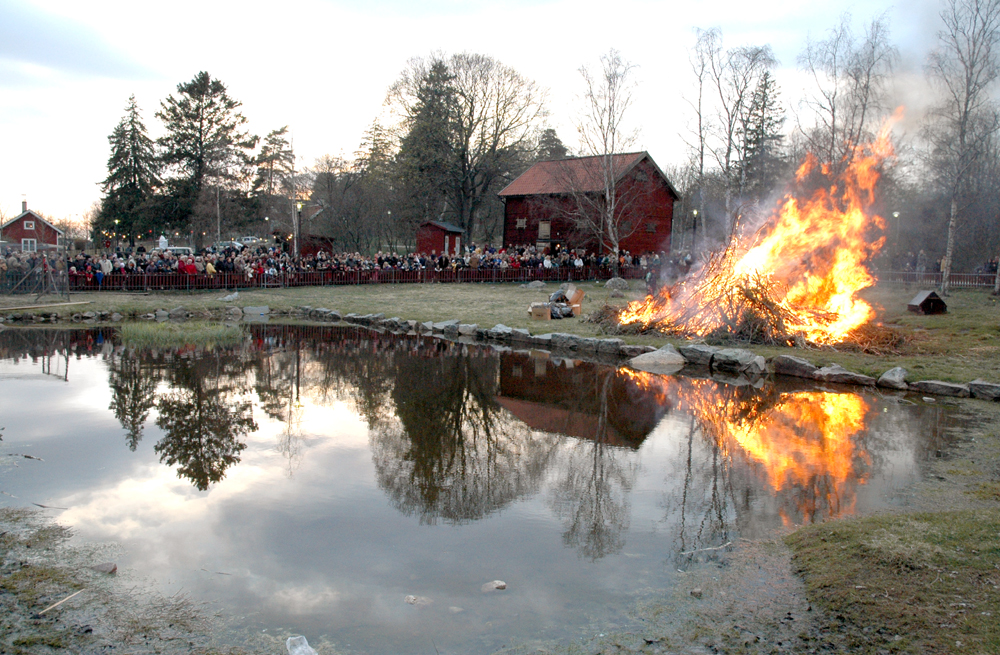
Walpurgisnacht (Valborgsmässoafton) nabij Stockholm

## Heksensabbat in Middeleeuwen en Renaissance

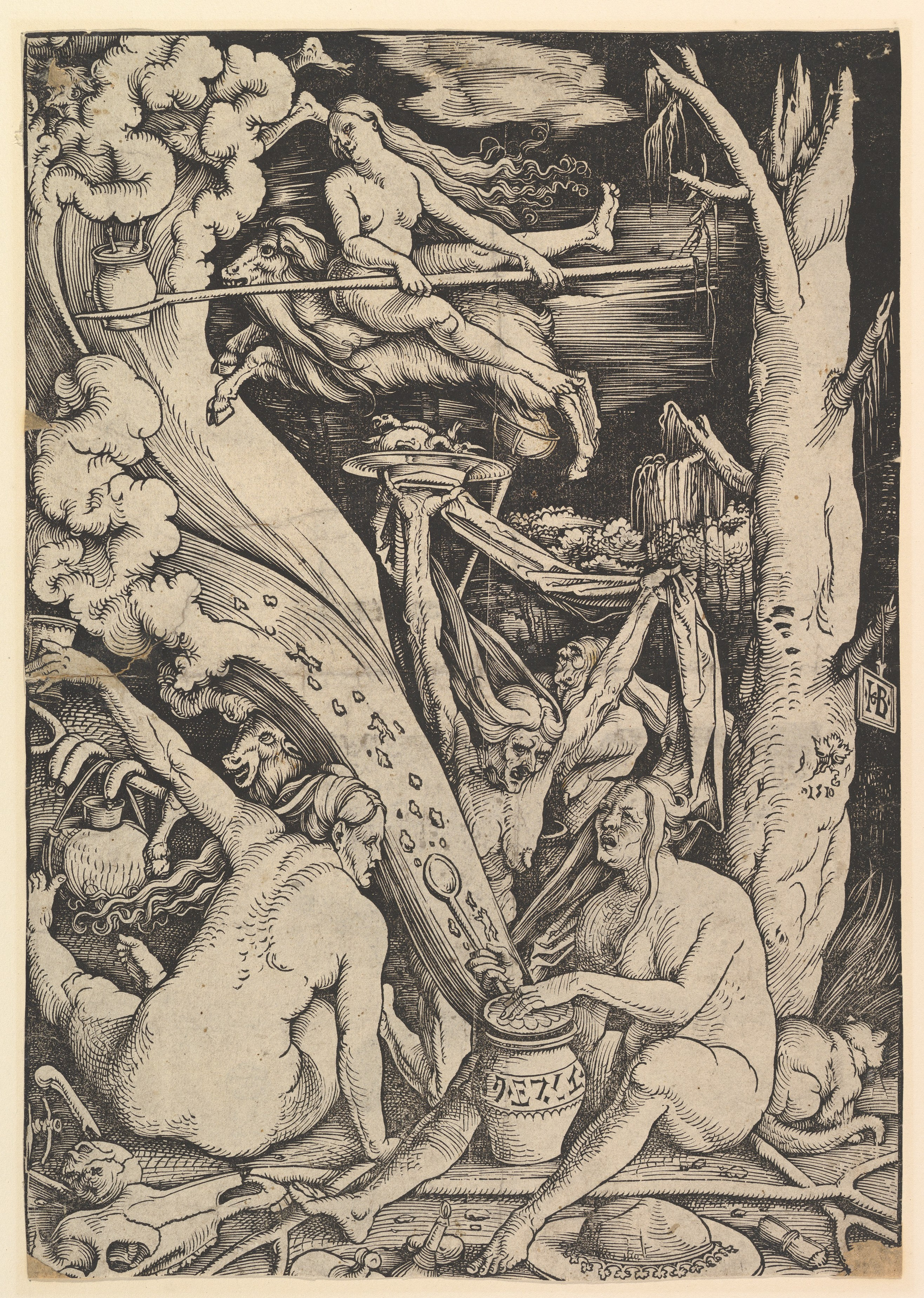
Heksensabbat (Hans Baldung, 1510)

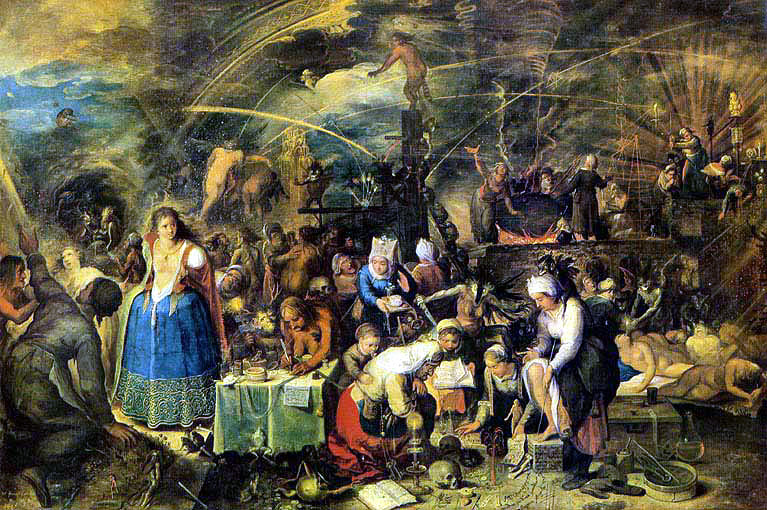
Heksensabbat, 1607

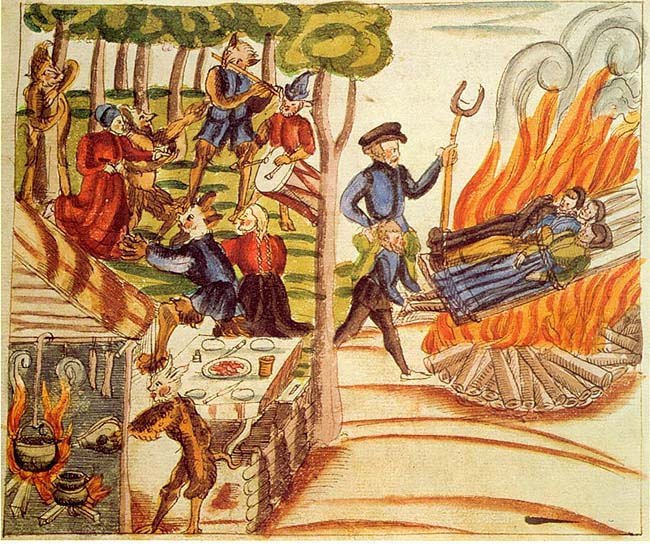
Afbeelding uit de Wickiana-verzameling

Tot in de 13e eeuw werd het idee dat heksen zouden kunnen vliegen bespottelijk geacht door de geleerden. De Canon episcopie vond het idee dat "vrouwen 's nachts in grote groepen op dieren zouden vliegen samen met Diana die zij gehoorzaamden" een overblijfsel van de heidenen, want iets dergelijks zou zonder Gods hulp onmogelijk zijn. Het waren slechts fantasieën en dromen. Na 1400 werden heksen niet alleen maar beschuldigd van het uitvoeren van kwaadaardige zaken maar ook van het aanbidden van de duivel. Toen begon men de sabbat te zien als een realiteit. Na 1560 werden heksen ook nog eens beschuldigd van vrijwillige geslachtsgemeenschap met de duivel. Daarmee kwam het idee van de sabbat centraal te staan in het beeld van de hekserij in Duitsland.
De heksen zouden in groten getale naar die sabbatten toe gaan om met de duivel te dansen en met hem geslachtsgemeenschap te hebben. Als de plaats van de sabbat ver weg was, zouden zij er op bezems naartoe vliegen. Daartoe gebruikten zij heksenzalf of vliegzalf. Deze zou gemaakt zijn van onder andere de gekookte ledematen van ongedoopte eerstgeboren baby's.
Ten tijde van de heksenwanen en -vervolgingen konden allerlei bijeenkomsten waarvan voor buitenstaanders niet duidelijk was wat er feitelijk gebeurde als heksensabbats of een dekmantel daarvoor worden aangemerkt: daar gebeurden vast dingen die het daglicht niet konden verdragen. De Duitse schrijver Ludwig Tieck gebruikte dit gegeven in zijn novelle Der Hexensabbat gebaseerd op de historische gebeurtenissen van de zogeheten Vauderie d'Arras, waarin bijeenkomsten van een rederijkerskamer, een soort culturele salons van plaatselijke kunstminnende notabelen, aldus door de buitenwacht werden gebrandmerkt.

### De Formicarius, Johannes Niders beschrijving van een heksensabbat
Een van de vroegste beschrijvingen van een heksensabbat is de Formicarius ("de mierenhoop") van de dominicaanse theoloog Johannes Nider, geschreven tussen 1435 en 1437. In Boek V beschrijft Nider de vermeende activiteiten van de nieuwe sekte van ketters, bekend als malefici of heksen, die de uitvoering van schadelijke magie combineerden met ceremonies waarbij ze naar verluidt hun christelijk geloof verwierpen en verschillende gruweldaden pleegden. De Formicarius verscheen in de tijd dat de eerste heksenprocessen in verband met de heksensabbat in Europa hadden plaatsgevonden. Toen Nader aan zijn boek begon, waren de meeste elementen van de sabbat van de heksen al benoemd: kannibalistische kindermoord, het christendom verzaken, de verschijning van een demon in de vorm van een mens en instructie in het gebruik van schadelijke magie. Andere elementen, zoals het vliegen van heksen naar de sabbat, komen niet voor in Niders boek.

### Volgens Pierre de Lancre
De Zuid-West Franse heksenvervolger Pierre de Lancre, die in 1609 in één proces meer dan 80 vrouwen naar de brandstapel stuurde, noteerde tijdens zijn (pijnlijke) ondervragingen van de heksen het volgende verhaal: heksen vlogen in groten getale 's nachts over grote afstanden op bezems of op dieren naar de sabbat. Bij een zekere sabbat waren wel 12.000 heksen aanwezig. De duivel verscheen daar als een geit, een stier of een slang. Zijn genitaliën waren enorm.
De plechtigheden begonnen met het kussen van zijn achterste. Dan moesten de heksen vertellen wat ze allemaal voor slechte dingen hadden gedaan. Als dat er te weinig waren, kregen ze met de zweep. Daarna was er een workshop over het doen van maleficiën, gevolgd door het eten van baby's en padden. Na de zwarte mis gingen ze wellustig dansen, hetgeen vervolgens ontaardde in een orgie, waarbij incest en homoseksualiteit werden aangemoedigd. Tot slot copuleerde de duivel met alle aanwezigen.
De Lancre verkreeg deze informatie door de bekentenissen van 500 jongens en meisjes van 10 tot 19 jaar, die hij naar een sabbat had gestuurd en die met gedetailleerde rapporten terugkwamen.

### Massaprocessen
De van hekserij beschuldigden werden gemarteld en gedwongen de namen te onthullen van andere deelnemers aan de sabbatten. Die personen werden vervolgens ook opgepakt. Daardoor ontstonden ketens van processen en massaprocessen. Reeds rond 1590 was dit verschijnsel in volle hevigheid losgebarsten. In gebieden waar de contrareformatie heerste, vonden de meeste massaprocessen plaats. Er werden nu niet alleen maar oude, armlastige vrouwen vervolgd: er kwamen ook kinderen, jongens en meisjes op de brandstapel, mannen, zelfs geestelijken en vooraanstaande overheidspersonen: kanseliers, burgemeesters, de president van een rechtbank, zelfs een vorst-bisschop. Niemand was zijn leven nog zeker.

## Heksencultus-hypothese
Hoewel de onder tortuur verkregen bekentenissen over sabbats gefantaseerd waren, nemen sommige moderne onderzoekers aan dat er vroeger groepen heksen bestonden die samenkwamen om een nog voortlevende voorchristelijke paganistische religie te beoefenen. Deze stelling is gekend als de heksencultus-hypothese. De bekendste van de moderne historici die deze hypothese met hun onderzoek steunen is de Italiaan Carlo Ginzburg. Hij ontdekte dat de Noord-Italiaanse benandanti geloofden dat ze hun lichaam konden verlaten en zo ten strijde trokken tegen boze geesten die een gevaar betekenden voor de dorpen. Zij vergaderden tijdens grote feesten voorgezeten door een godin, die hen magie en waarzeggerij leerde. Van grote invloed op deze overtuiging dat het om een historische sekte van bestaande heksen ging is het (inmiddels grotendeels verguisde) werk van de Britse antropologe en egyptologe Margaret Murray "The Witch-Cult in Western Europe" uit 1921.

## Heksensabbat in de kunst

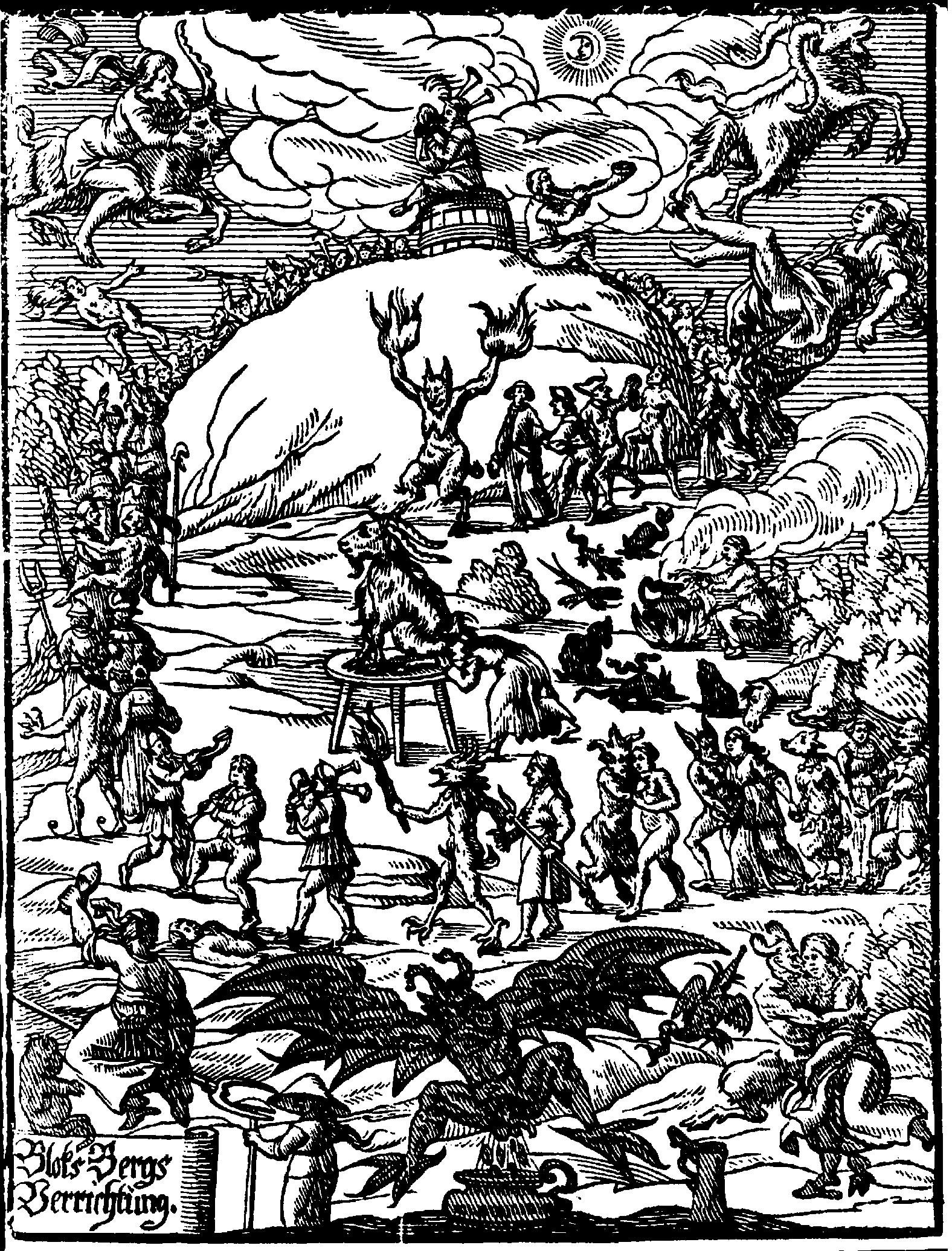
17e-eeuwse afbeelding van Johannes Praetorius van vermeende praktijken op een heksensabbat

Het idee van de heksensabbat als onderdeel van het stereotype van de heks in de literatuur is onder meer te vinden in werken als Goethes Faust en Otfried Preusslers Die kleine Hexe. Er zijn ook veel volksverhalen over de heksensabbat, bijvoorbeeld de heksensabbat in Uden.
In de muziek maakte Modest Moessorgsky de heksensabbat het onderwerp van een symfonisch gedicht: Een nacht op de Kale Berg. Hector Berlioz verbeeldde een heksensabbat, als een door opium geïnduceerde droom, in het vijfde deel van zijn Symphonie Fantastique. De jazzpianiste Irene Schweizer bracht in 1978 haar tweede succesvolle soloalbum uit onder de titel Hexensabbat.
In de schilderkunst wijdde onder meer Egon von Vietinghoff een schilderij aan de heksensabbat.
In 1922 maakte de Zweedse onderzoeker en filmmaker Benjamin Christensen Häxan, een zich aan het eind van de 15e eeuw afspelend docudrama met horrorelementen en -effecten, waarin ook een gedetailleerde bekentenis van een van hekserij verdachte vrouw over een deelname aan een heksensabbat wordt uitgebeeld. Er wordt getoond hoe deelnemers aan de sabbat een crucifix bespuwen en vertrappen, en hoe, als hoogtepunt van de samenkomst, zij om beurten de aars van de duivel kussen. Dit laatste tafereel komt ook voor op sommige oude afbeeldingen. In de film van Christensen werd het toen echter als zeer gewaagd ervaren.

## Afbeeldingen

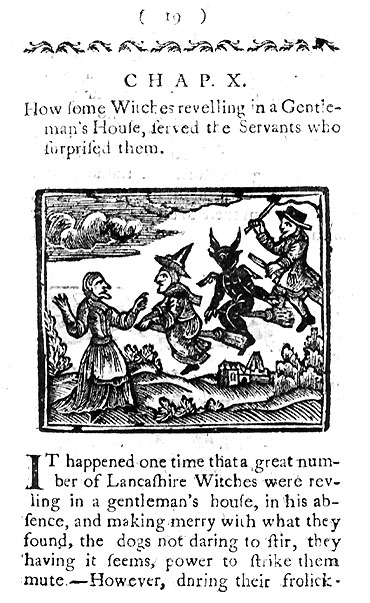
Heksen vliegen op bezems naar een sabbat
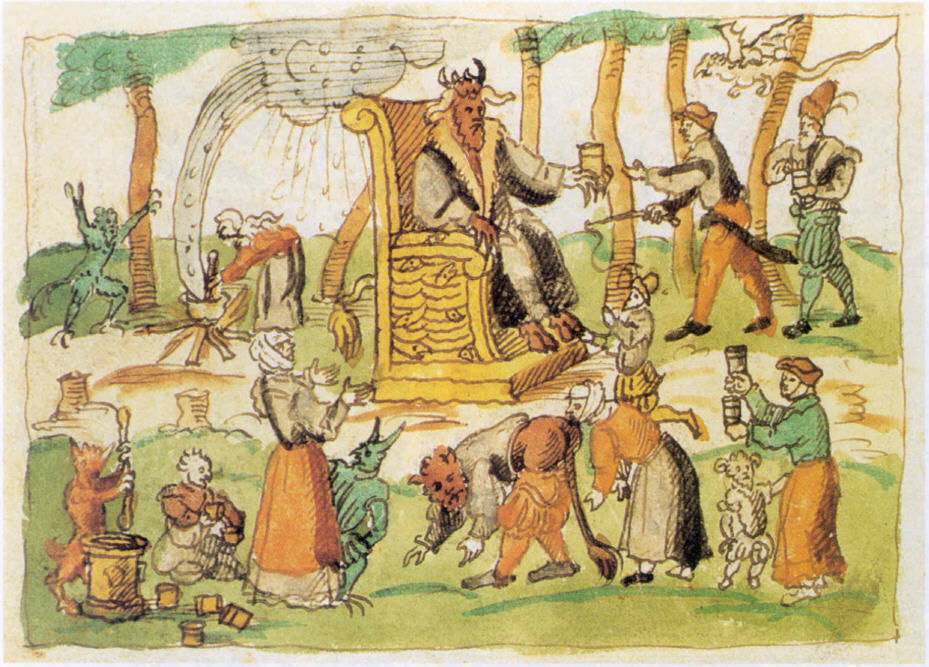
De duivel wordt vereerd in de gedaanten van een bok en een kater
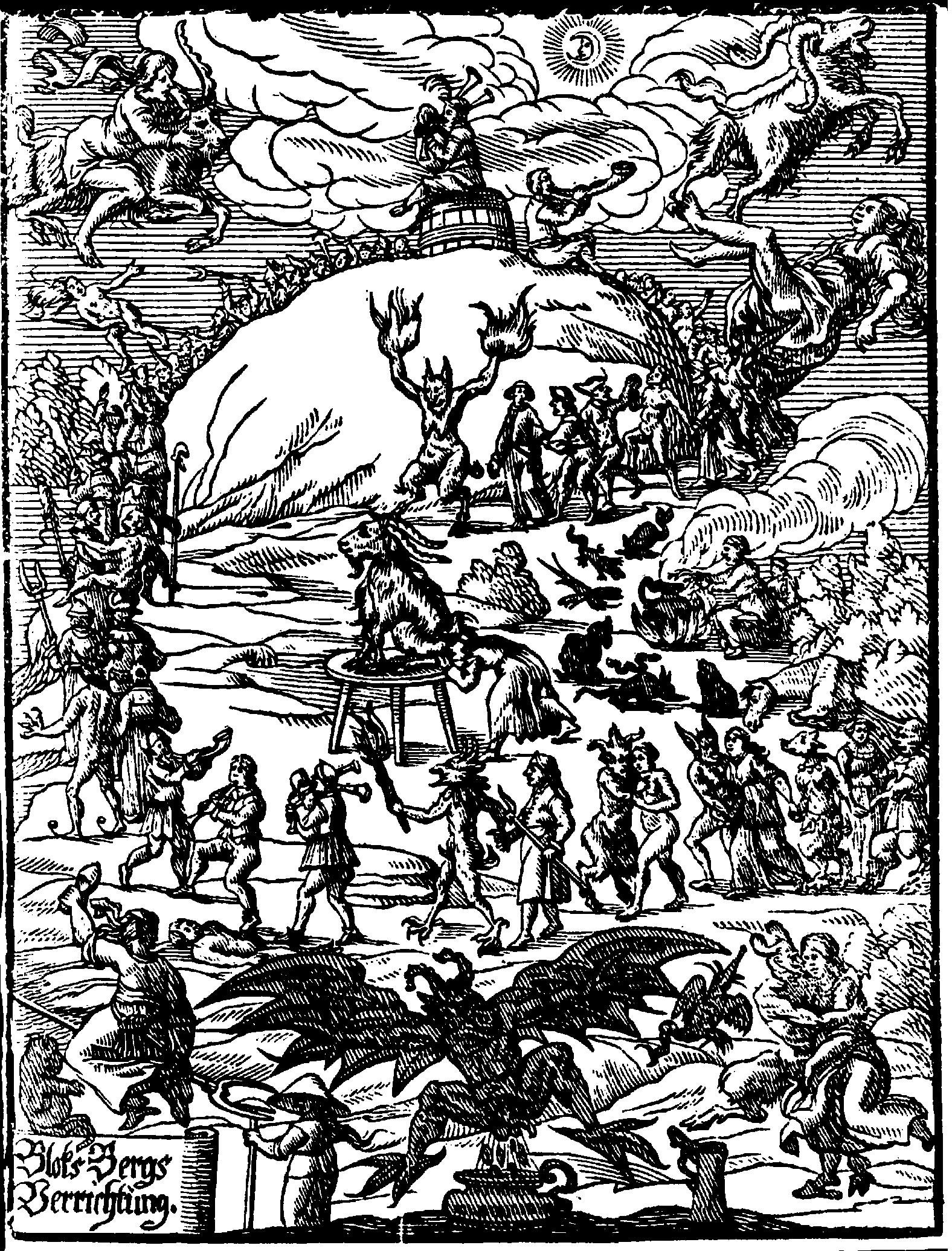
Praetorius, heksensabbat op de Blocksberg
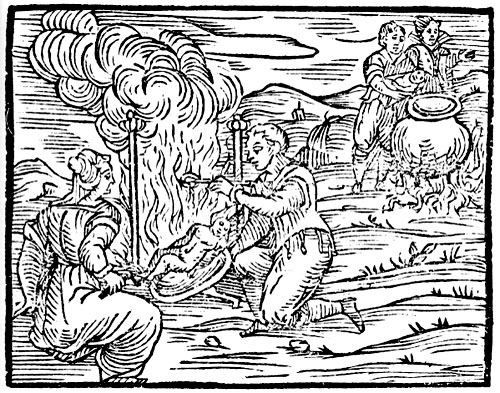
Heksen koken baby's om aldus vliegzalf te bereiden
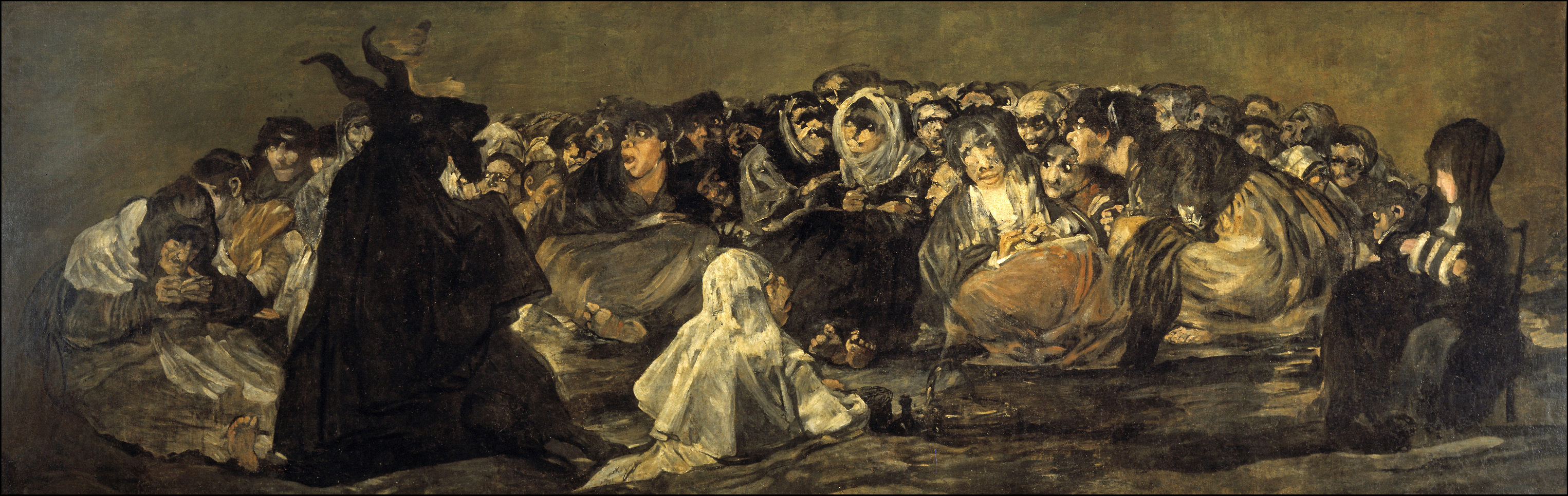
El Aquelarre (De Coven), Francisco de Goya
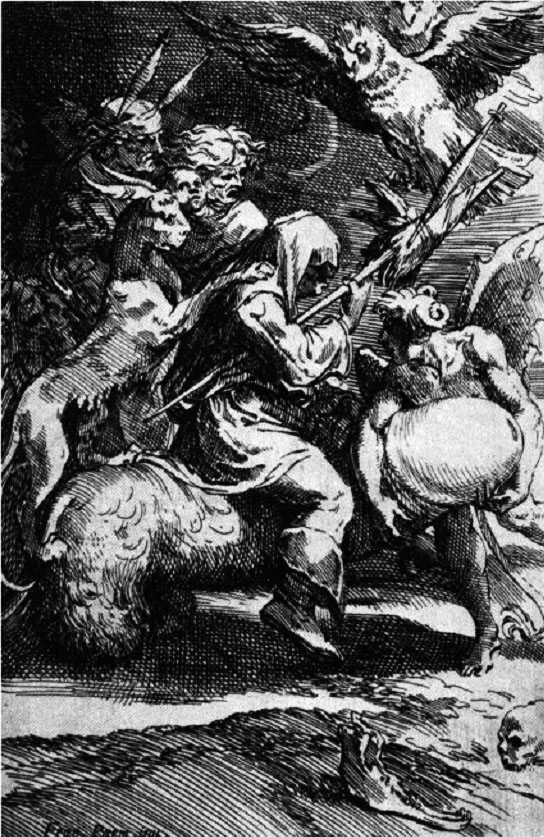
Witches' sabbath, Francesco Parmigianino, 1530
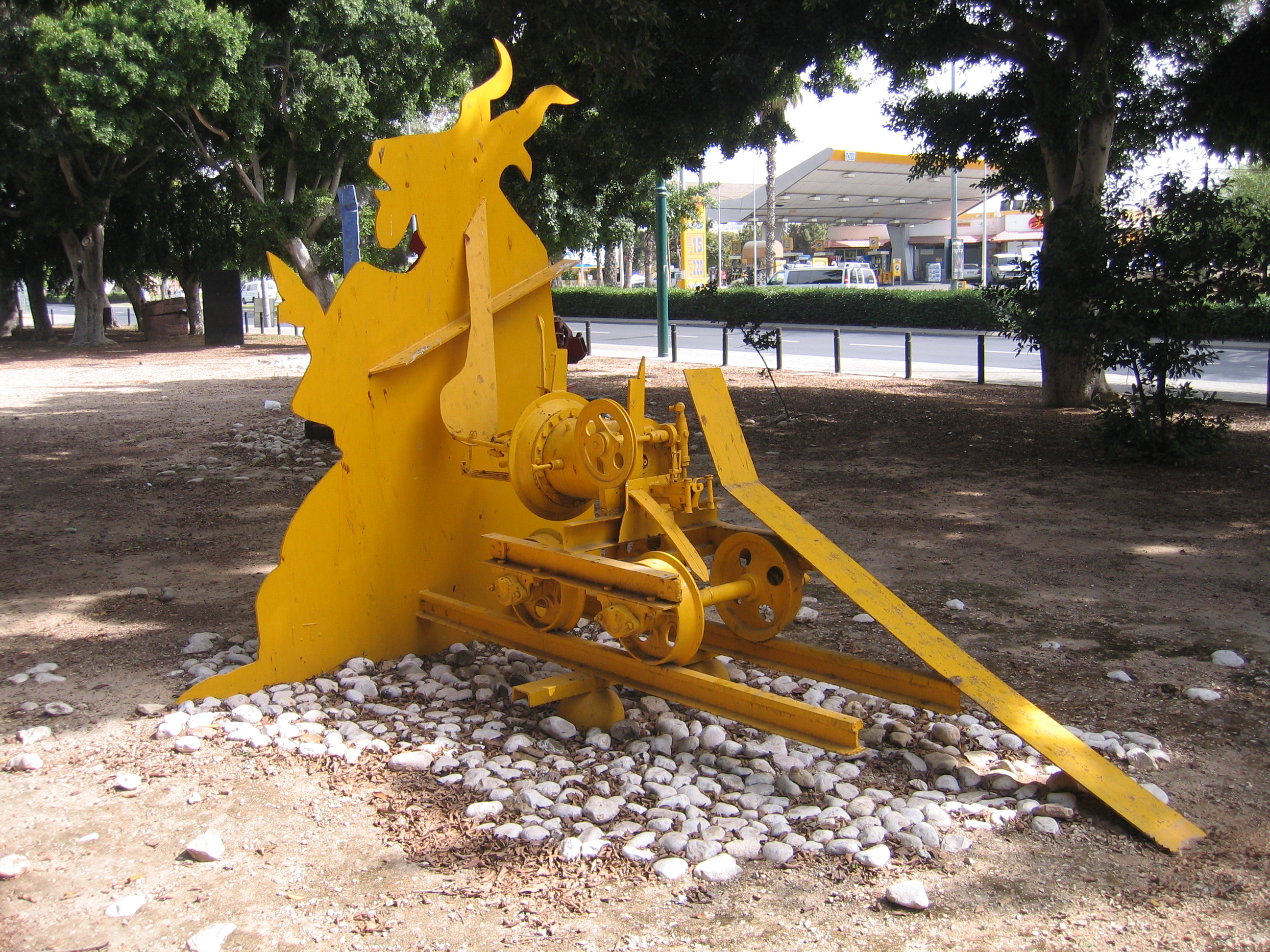
Witches sabbath, Yigal Tumarkin
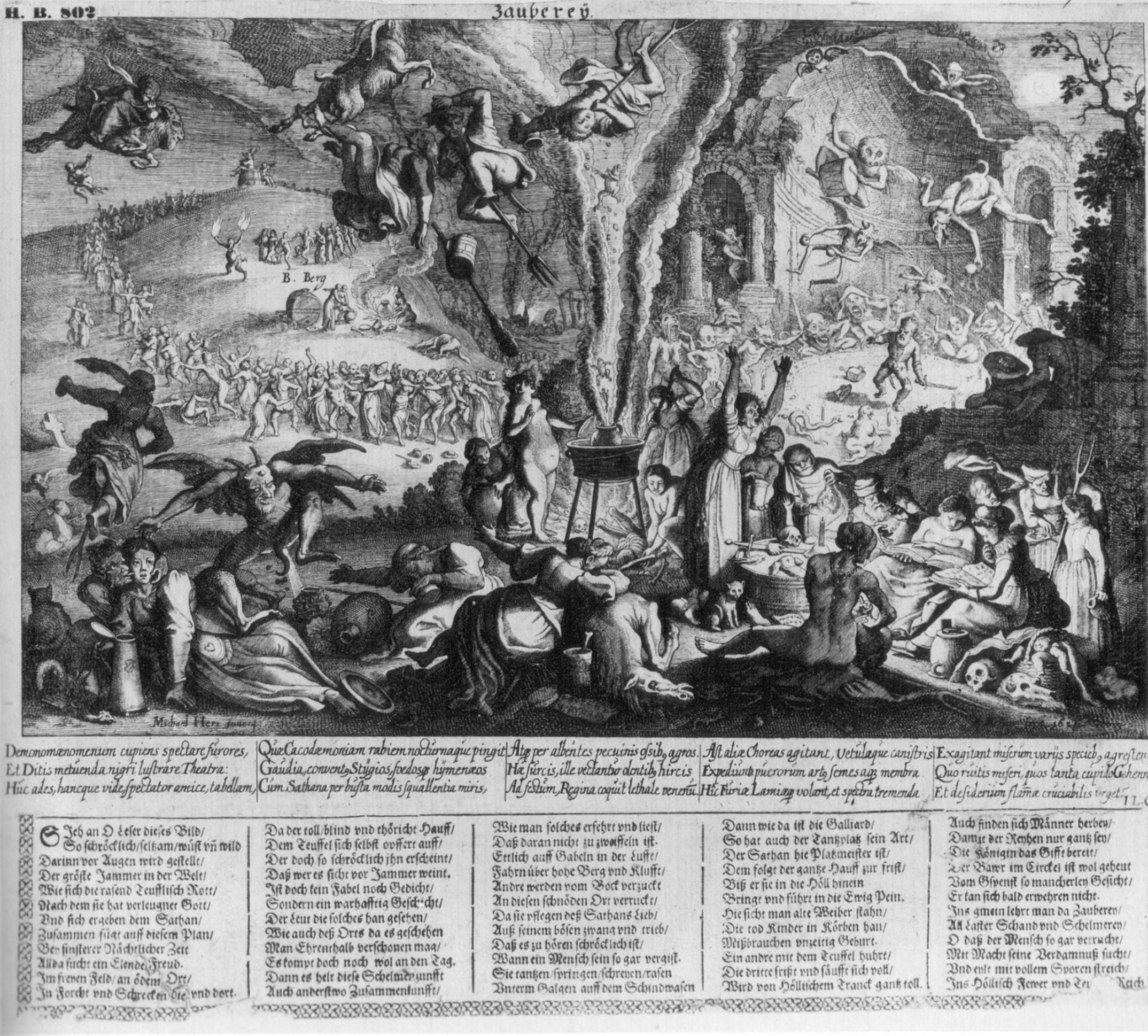
Witches sabbath, 1626
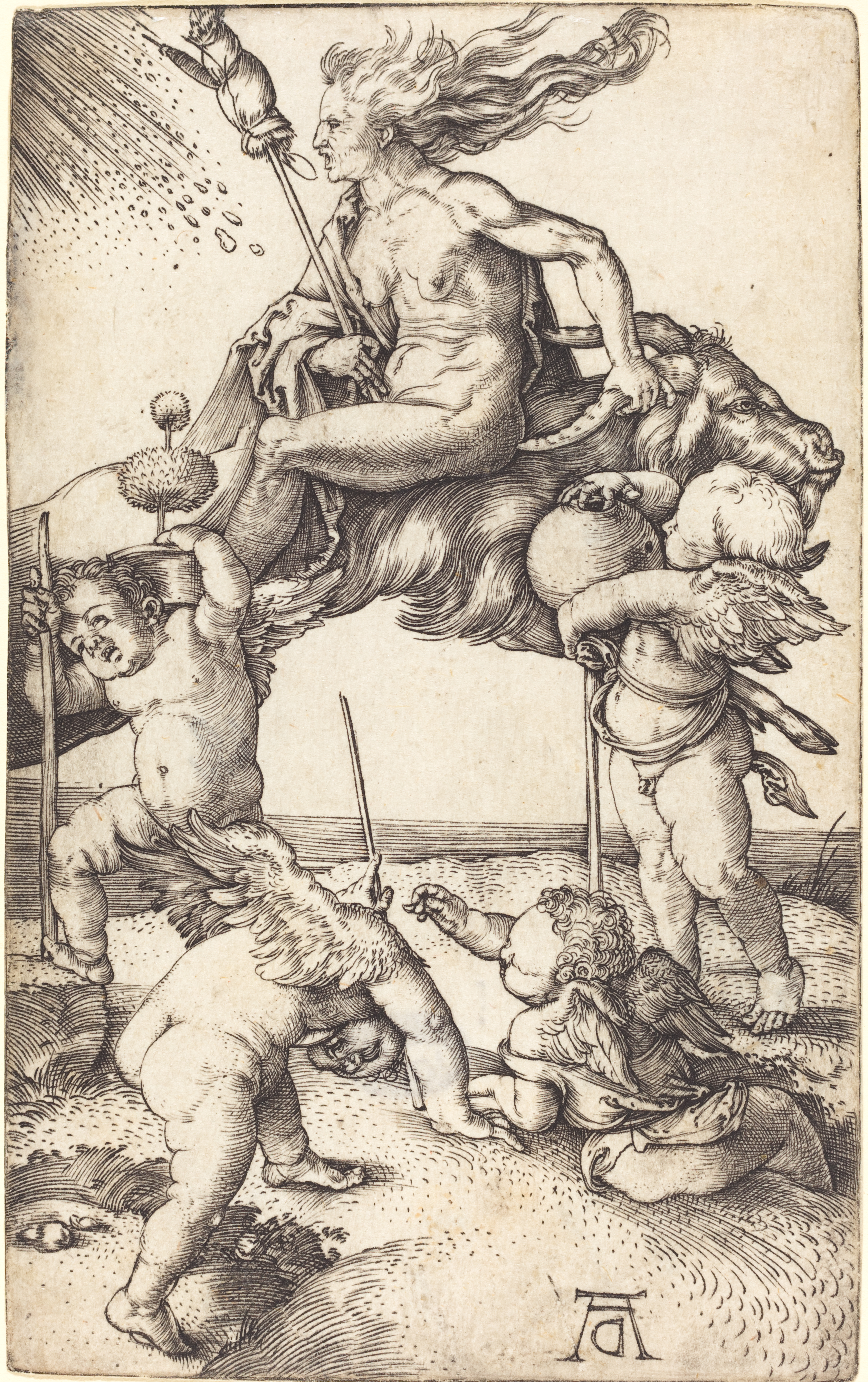
Hexensabbat, Albrecht Dürer
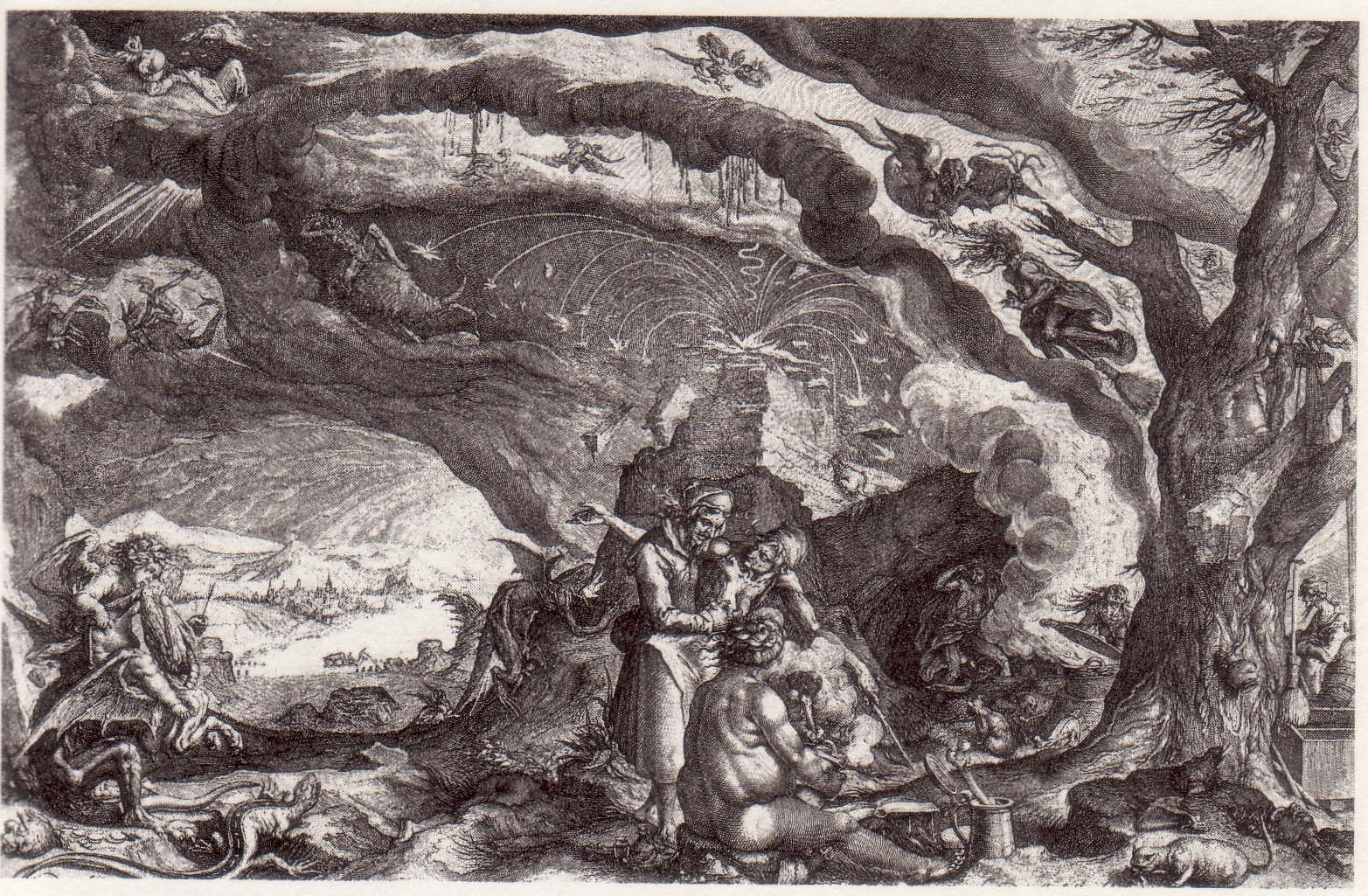
Sabbat et cuisine de sorcières, 1700
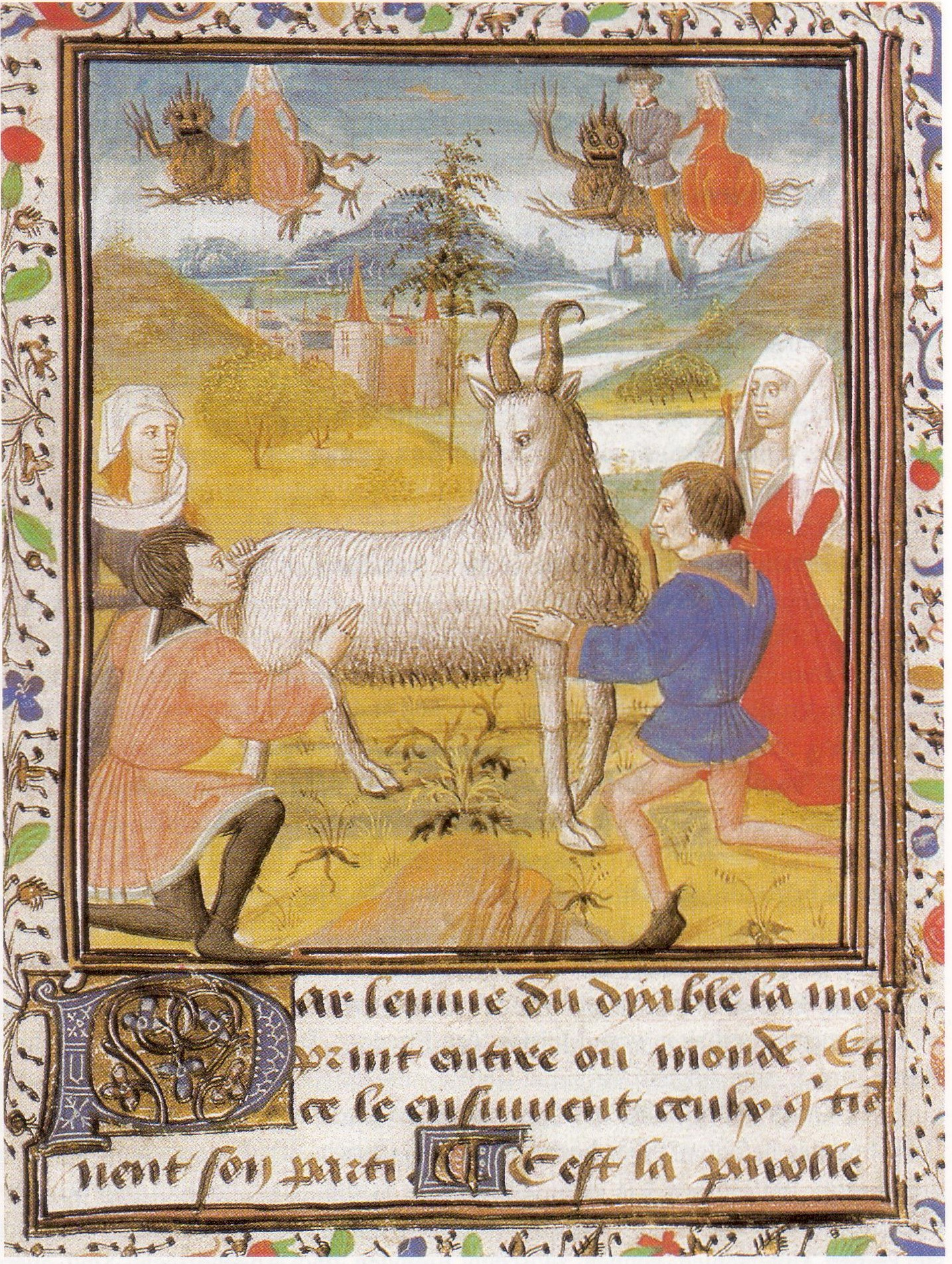
Hexen/Waldenser verehren einen Zigenbock (Hexensabbat), 1460
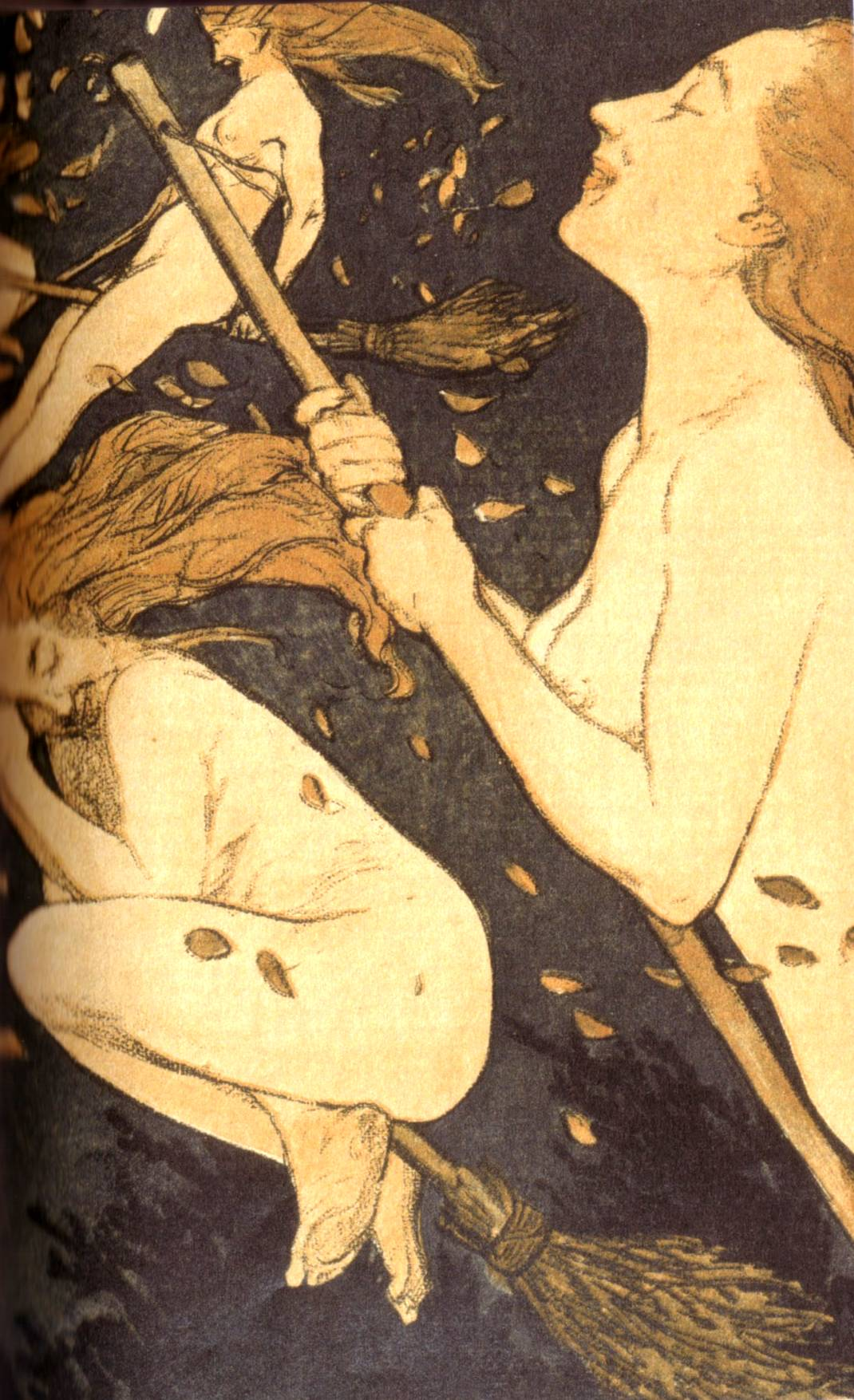
Anonieme gravure, 1909
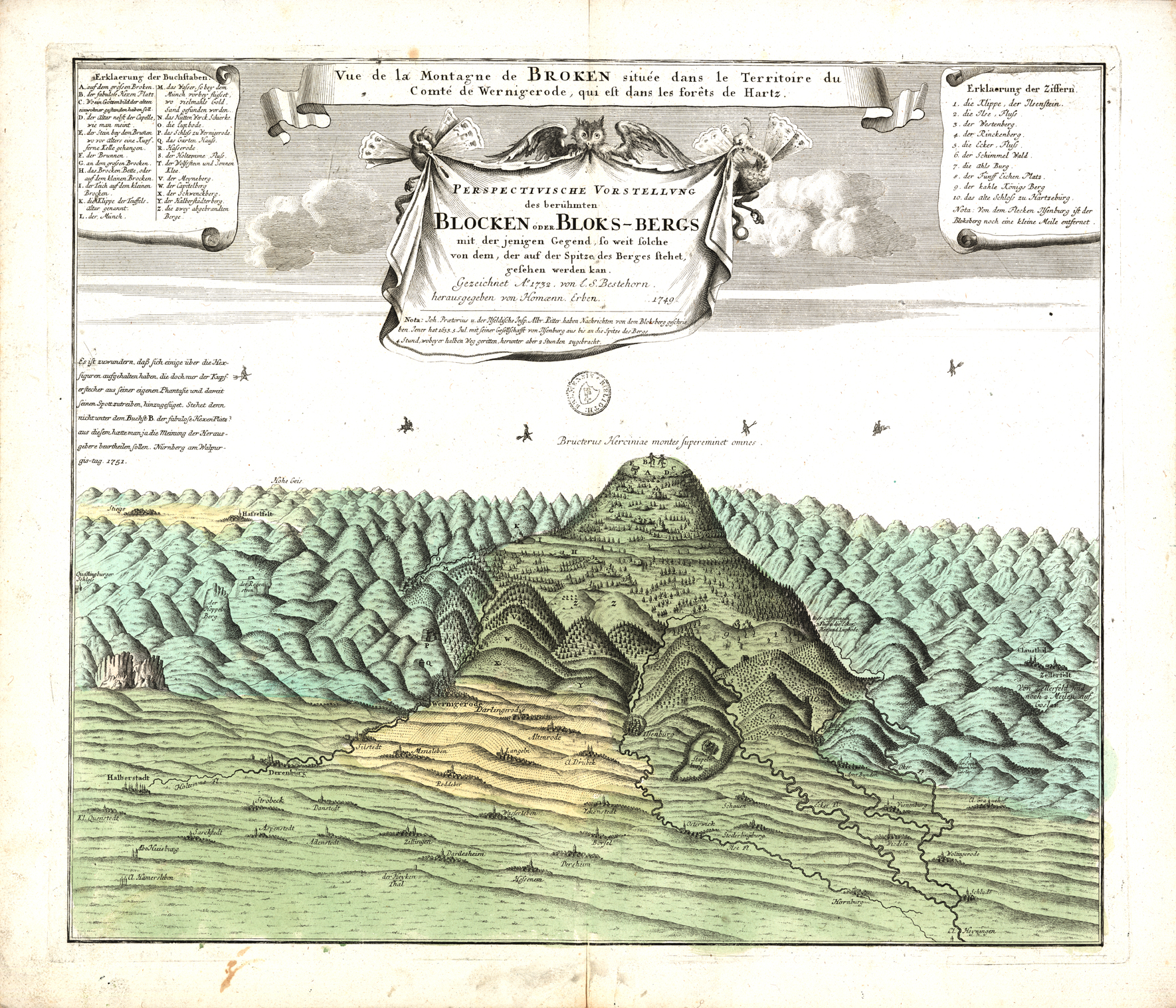
Heksen vliegen naar de Blocksberg, 1732

## Zie ook

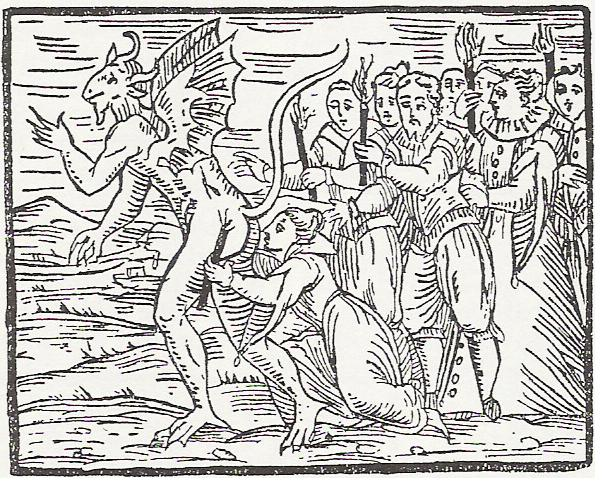
Afbeelding uit 1608